# Bromsgrove District
Bromsgrove District  är ett distrikt (motsvarande kommun) i grevskapet Worcestershire i England, Storbritannien. Distriktet har 100 076 invånare (2022). Större orter är Bromsgrove och Catshill. Distriktet är indelat i 19 civil parishes, förutom staden Bromsgrove och ett område vid gränsen mot Birmingham. 